# وجبات متعددة
الوجبات المتعددة هي نظام غذائي قائم على مكافحة أمراض القلب، اقترحت في ديسمبر عام 2004 بواسطة أوسكار فرانكو عالم الصحة العامة الكولومبي في المركز الطبي الجامعي في روتردام، هولندا.
اقترح فرانكو وزملاؤه «الوجبات المتعددة» كبديل طبيعي ل «حبوب الدواء المتعددة»؛ وهي إستراتيجية الأدوية المتعددة للتقليل من أمراض القلب.
استخدم الباحثون نفس الاسلوب في ورقة الأدوية المتعددة: وهي التحليل البعدي الإحصائي الذي جمع بين نتائج العديد من الدراسات السابقة. يمكن اعتبار هذه الورقة التي تظهر في المجلة الطبية البريطانية التقليدية في قضية عيدالميلاد المجيد ساخرة إلى حد ما، كما هو مذكور في الردود الواردة في المجلة.
تدعي الدراسة أن الاتزام لنظام الوجبات المتعددة سيؤخر متوسط الإصابة بنوبة قلبية بمعدل تسع سنوات بين الرجال وبثمانية أعوام بين النساء.
ولأن أمراض القلب والأوعية الدموية هي السبب الأول للوفيات في دول العالم الأول، فإن هذا التأخير في نوبات القلب سيزيد من متوسط عمر الرجال بستة أعوام والنساء ب 5.5 سنوات.
جمع الباحون العديد من المواد الغذائية المعروفة لتقليل من مخاطر الإصابة بأمراض القلب:
·        النبيذ الأحمر، الذي يحتوي على ريسيفراترول المضادة للأكسدة والكحول والتي يعتقد بعض الباحثين قد تساعد على الحد من تصلب الشرايين عن طريق الحد من التجلط.
·        الشوكولاتة الداكنة بدون منتجات الألبان.
·        اللوز.
·        الثوم.
·        الأسماك وخاصة الأسماك الزيتية والتي هي مصادر للأحماض الدهنية أوميغا 3 وكالة حماية البيئة الأمريكية وDHA.
·        الفاكهة والخضراوات.
ويقترح العلماء أن الشخص يجب أن يستهلك يومياً:
·        150 مل من النبيذ الأحمر (حول كوب واحد).
·        100 جم من الشوكولاتة الداكنة.
·        400 جم من الفاكهة والخضراوات.
·        2.7 جم من الثوم.
·        68 جم من اللوز.
وكذلك 118 جم من السمك يومياً أربع مرات كل اسبوع.
وبما أن الوجبات المتعددة تعتمد على مبادئ مكافحة الاتهاب، فإن هذا النظام الغذائي يمكن أن يمتد إلى الأطعمة التالية:
·        الفاكهة والخضراوات (باعتبارها العنصر الرئيسي).
·        جذر الزنجبيل.
·        البطاطس.
·        الأسماك (ماعدا القرموط والبلطي).
·        لحم بقر العشب (على عكس الحبوب).
·        البيض والدجاج.
·        الأعشاب والتوابل.
·        زيت الزيتون.
·        الزبدة (السمن).
·        زيت جوز الهند.
·        المكسرات.
·        الشوكولاتة الداكنة (ما لا يقل عن 85% من الشوكولاتة).
·        الكثير من الماء.
·        الشاي الأخضر.
·        النبيذ الأحمر (جاف ومعتق).
·        الكركم (كركم لونغا).